# Marilyn (nome)
Marilyn  è un nome proprio di persona inglese femminile.

## Varianti
- Femminili: Marilynn[1], Marylyn[1], Merilyn[1], Merrilyn[1], Maralyn[1], Marlyn[1]

## Origine e diffusione
Si tratta di un'elaborazione o di un diminutivo di Mary, la forma inglese di Maria, ottenuta tramite l'aggiunta del suffisso -lyn. È in uso sin dall'inizio XX secolo, ma deve la sua diffusione alla fama della nota attrice statunitense Marilyn Monroe; grazie al suo successo è stato ripreso anche in Italia, anche nella forma italianizzata "Marilina"
Non va confuso con i nomi Marlene e Marilena, la cui etimologia è diversa.

## Onomastico
Non esistono sante che portano questo nome, che quindi è adespota. L'onomastico può essere festeggiato in occasione di Ognissanti, il 1º novembre, oppure lo stesso giorno di Maria, da cui deriva.

## Persone

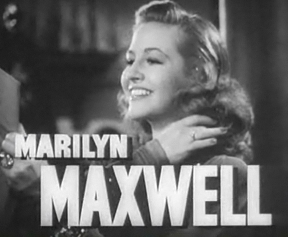
Marilyn Maxwell

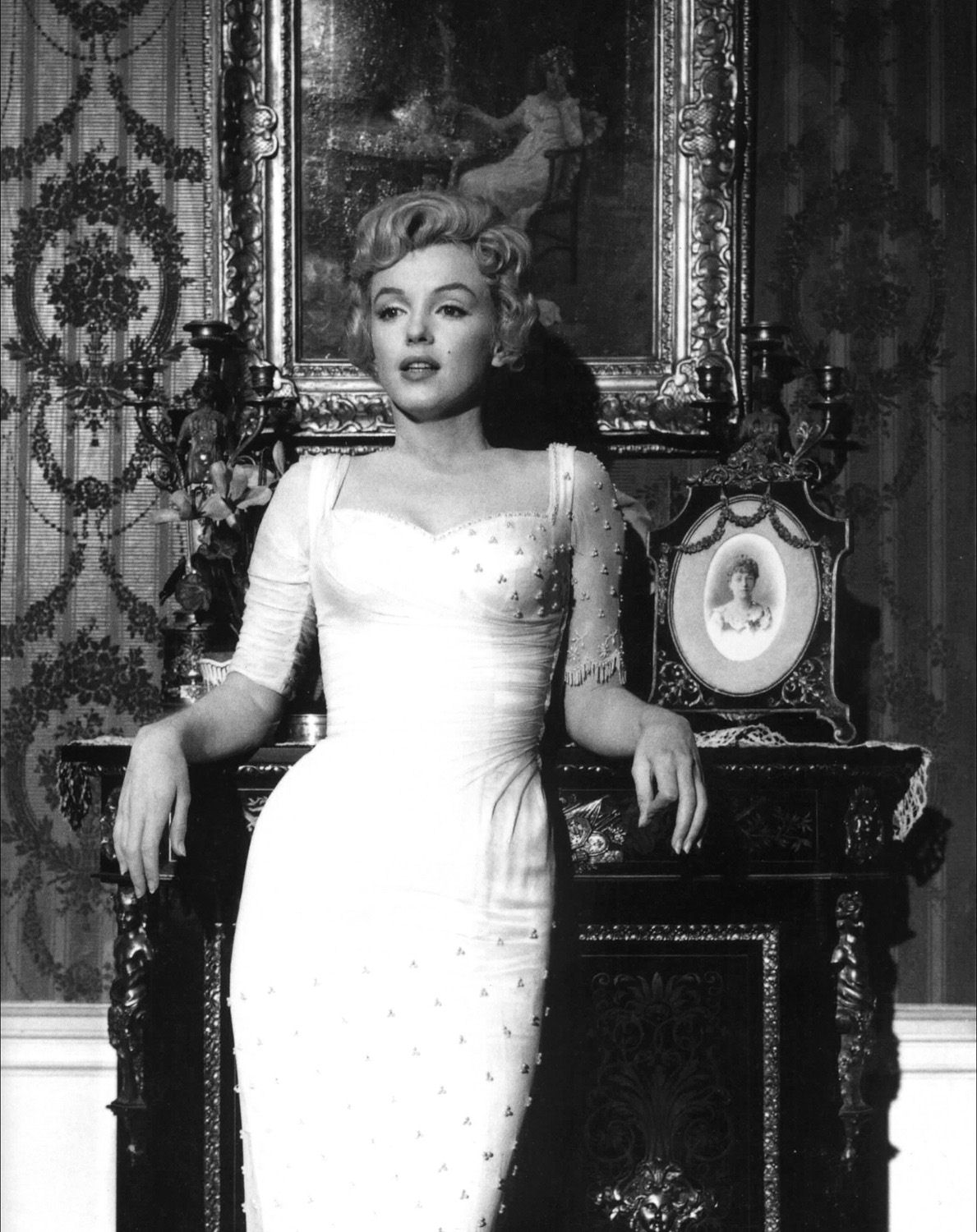
Marilyn Monroe

- Marilyn Bergman, paroliera statunitense
- Marilyn Buferd, attrice statunitense
- Marilyn Burns, attrice statunitense
- Marilyn Chambers, pornoattrice, attrice e cantante statunitense
- Marilyn Cochran, sciatrice alpina statunitense
- Marilyn Eastman, attrice statunitense
- Marilyn Horne, mezzosoprano statunitense
- Marilyn Jess, pornoattrice francese
- Marilyn Knowlden, attrice statunitense
- Marilyn Maxwell, attrice statunitense
- Marilyn Mazur, percussionista, batterista, compositrice, cantante e pianista statunitense
- Marilyn Meseke, modella statunitense
- Marilyn Miller, attrice, ballerina e cantante statunitense
- Marilyn Minter, pittrice, scultrice e fotografa statunitense
- Marilyn Monroe, attrice, cantante, modella e produttrice cinematografica statunitense
- Marilyn Ramenofsky, nuotatrice statunitense
- Marilyn Van Derbur, modella e attrice statunitense
- Marilyn vos Savant, editorialista, scrittrice e drammaturga statunitense
- Marilyn Wilson, nuotatrice australiana

## Il nome nelle arti
- Marilyn Manson è lo pseudonimo di Brian Hugh Warner, cantante, artista e attore statunitense.
- Marilyn Whirlwind è un personaggio della serie televisiva Un medico tra gli orsi.